# 元龙站
元龙站是一个陇海线上的铁路车站，位于甘肃省天水市麦积区元龙镇，建于1945年，目前为四等站，邮政编码为741033。目前客运：办理旅客乘降；行李、包裹托运；货运：办理整车货物发到。